# Trinolo
Il Trinolo è un torrente della provincia di Brescia. Nasce dal monte Castello e confluisce da sinistra nel Chiese a Sabbio Chiese, in Val Sabbia. È compreso nei comuni di Provaglio Val Sabbia e Sabbio Chiese.